# Fazıl Hüsnü Dağlarca

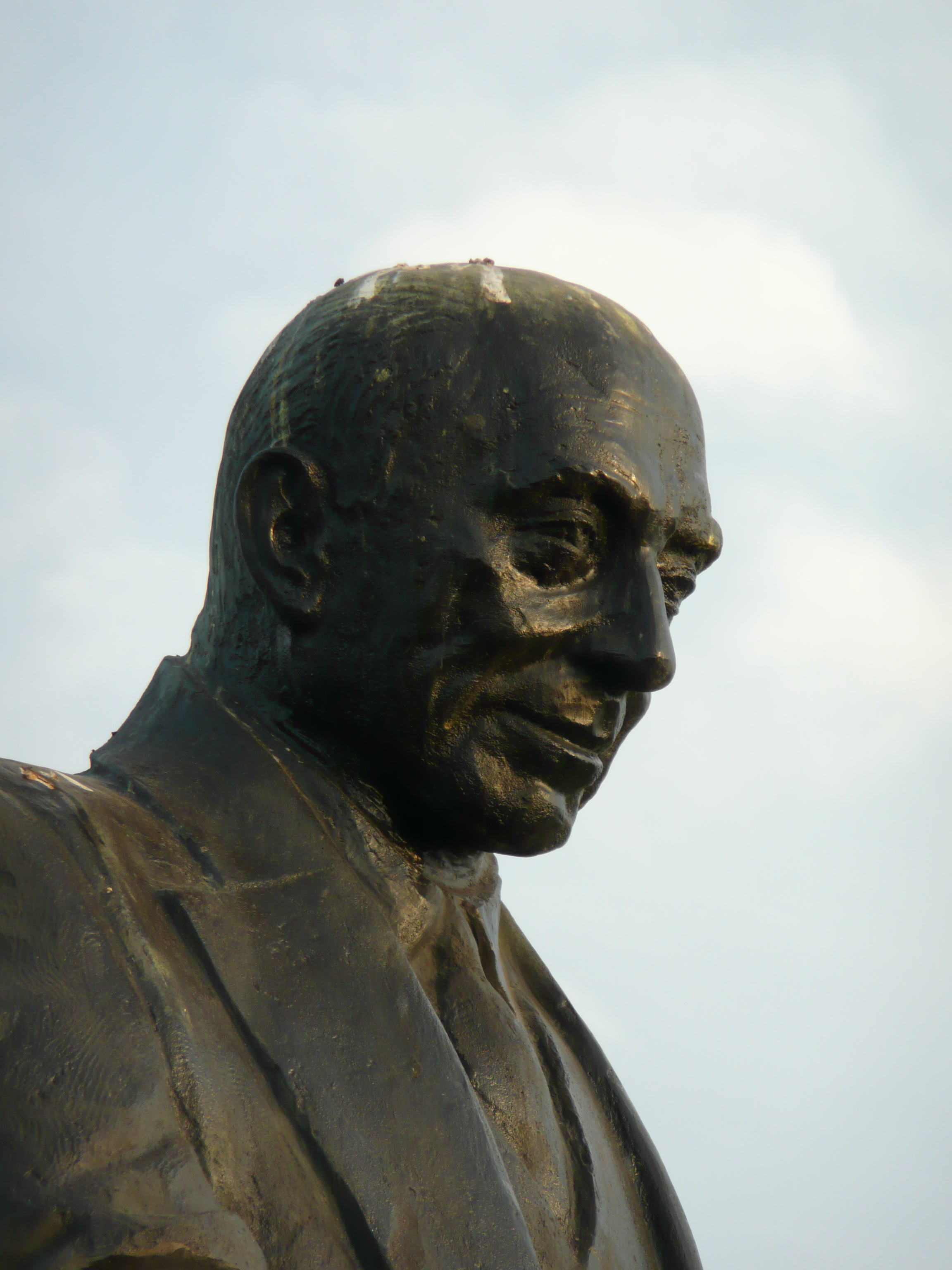
Statue von Fazıl Hüsnü Dağlarca in Istanbul

Fazıl Hüsnü Dağlarca (* 26. August 1914 in Konstantinopel, heute Istanbul; † 15. Oktober 2008 in Istanbul) war einer der produktivsten türkischen Dichter.

## Leben und Werk
Als Sohn eines Kavallerieoffiziers wurde auch er zunächst Offizier. Nach seinem Abschied von der Armee war er Inspektor im Arbeitsministerium und eröffnete 1959 in der Istanbuler Altstadt eine Buchhandlung. Seit 1970 war er als freier Schriftsteller tätig.
Fazıl Hüsnü Dağlarca veröffentlichte mehr als 60 Sammlungen seiner Gedichte, die Themen wie die Vorgeschichte der Menschheit und den Kosmos, Antimilitarismus und den türkischen Unabhängigkeitskrieg behandeln. Das vielschichtige Werk Dağlarcas hat maßgeblich zur Etablierung des Neutürkischen beigetragen. In deutscher Übersetzung sind bisher drei Bücher von ihm erschienen: Komm endlich her nach Anatolien (Harran-Verlag, Berlin 1981), Brot und Taube (Verlag Volk und Welt, Berlin 1984), Steintaube (Unionsverlag, Zürich 1999).
Innerhalb der Türkei war er als Schriftsteller mit einer „prononciert islamischen Orientierung“ umstritten.

## Auszeichnung
- 1977: Sedat-Simavi-Preis für Literatur